# 下北方村
下北方村（しもきたがたむら）は、広島県豊田郡にあった村。現在の三原市の一部にあたる。

## 地理
- 河川：尾原川[1]

## 歴史
- 1889年（明治22年）4月1日、町村制の施行により、豊田郡下北方村が単独で村制施行し、下北方村が発足[1][2]。
- 1951年（昭和26年）4月1日、豊田郡上北方村、善入寺村と合併し、北方村を新設して廃止された[1][2]。

### 地名の由来
沼田本荘梨子羽郷が鎌倉期に下地中分された北半分の下にあたるため。

## 産業
- 農業